# Dana Faletic
Dana Faletic (* 1. August 1977 in Hobart) ist eine ehemalige australische Ruderin.
Dana Faletic belegte bei den (inoffiziellen) U23-Weltmeisterschaften 1995 den sechsten Platz im Einer. Im gleichen Jahr war sie im Einer Elfte der Junioren-Weltmeisterschaften. 1996 belegte sie bei den U23-Weltmeisterschaften den fünften Platz im Doppelzweier.
Die 1,78 m große Dana Faletic belegte bei den Weltmeisterschaften 2001 zusammen mit Monique Heinke den achten Platz im Doppelzweier. Im Jahr darauf erreichte der australische Doppelvierer mit Donna Martin, Dana Faletic, Sally Robbins und Amber Bradley den vierten Platz bei den Weltmeisterschaften in Sevilla. Bei den Weltmeisterschaften 2003 in Mailand siegten Jane Robinson, Dana Faletic, Kerry Hore und Amber Bradley vor den Booten aus Weißrussland und aus Deutschland. 2004 wechselte Rebecca Sattin für Robinson in den Doppelvierer. In der Besetzung Faletic, Sattin, Hore und Bradley erreichte das Boot das A-Finale bei den Olympischen Spielen 2004 in Athen. Im Finale erreichten die Australierinnen mit 42 Hundertstelsekunden Rückstand auf den dritten Platz als Vierte das Ziel. Durch die spätere Doping-Disqualifikation der Ukrainerin Olena Olefirenko gewannen die Australierinnen im Nachhinein die Bronzemedaille hinter den Deutschen und den Britinnen. 
Nach einem Jahr Pause ruderte Dana Faletic bei den Weltmeisterschaften 2006 in Eton wieder im australischen Doppelvierer. In der Besetzung Catriona Sens, Sonia Mills, Dana Faletic und Sally Kehoe belegte das Boot den dritten Platz und erhielt nach der Doping-Disqualifikation des russischen Bootes die Silbermedaille hinter den Britinnen. Sechs Jahre später kehrte Dana Faletic für die Olympischen Spiele 2012 in London noch einmal in den australischen Doppelvierer zurück. Dana Faletic, Kerry Hore, Pauline Frasca und Amy Clay belegten auf der Regattastrecke in Eton den vierten Platz mit einer Sekunde Rückstand auf das drittplatzierte Boot aus den Vereinigten Staaten.